# Vicente Quiles Fuentes
Vicente Quiles Fuentes (Elx, 1926 – 4 de febrer de 2008) va ser l'últim alcalde d'Elx de la dictadura franquista. Va ocupar el càrrec durant tretze anys, des de 1966 fins a les primeres eleccions municipals espanyoles de 1979.

## Biografia
Nascut a Elx, en acabar els seus estudis va començar a treballar a la fàbrica d'espardenyes familiar Viuda de Gaspar Quiles, i com era costum en l'època, es va afiliar al Frente de Juventudes i a Falange Española, de la que en seria membre del Consell Local i des de 1958 regidor de l'Ajuntament amb els alcaldes José Ferrández Cruz i Luis Doll y Juan. En 1966, va accedir a l'alcaldia com a cap local del Movimiento Nacional. En 1964 i 1971 també fou President de la Mutualitat Patronal Il·licitana.
En el temps en què va ser regidor de Parcs i Jardins, tenia el costum de visitar els jardins del Parc Municipal gairebé tots els matins, fins i tot abans que sortís el sol, costum que va continuar en la seva etapa com a alcalde i fins i tot després de ser-ho.
Durant la seva etapa com a alcalde, li va tocar viure a causa del "boom" de la fabricació de calçat, el gran increment de població, que en 1966 era de 68.000 habitants i va arribar als 175.000 en 1979, triplicant el cens de la ciutat en aquests anys.
Sent alcalde es van construir molts col·legis públics i instituts. Entre ells el Col·legi José Antonio, declarat experimental, que després passaria a anomenar-se El Palmerar, i va passar a la condició de col·legi pilot, una autèntica novetat a escala nacional. També la construcció de la Ciutat Esportiva d'Altabix.
No obstant això, els seus assoliments més importants van ser dos, primer el projecte de soterrament del ferrocarril, considerada com l'obra del segle, que va acabar amb la separació de la ciutat per un mur protector a banda i banda de les vies del ferrocarril i un altre va ser la canalització i urbanització dels vessants del riu Vinalopó al seu pas per la ciutat.
No es va presentar a les eleccions municipals espanyoles de 1979 perquè no creia en el sistema democràtic i va seguir afiliat a Falange Española.
La seva última aparició en públic va ser el dia 14 de setembre de 2006, durant la presentació del llibre Vicente Quiles. Un alcalde que pensó en futuro, del catedràtic i escriptor il·licità, Diego García Castany, on es narra la seva vida en les diverses facetes tant polítiques com a industrials.
Va morir el 4 de febrer de 2008 als 82 anys a la seva ciutat natal. El 2011 l'alcaldessa d'Elx Mercedes Alonso García va rebatejar l'Avinguda del Ferrocarril amb el nom d'Avinguda de Vicente Quiles.